# Rifugiati della guerra civile siriana
I rifugiati della guerra civile siriana sono distribuiti, per la maggior parte in Turchia, Libano e Giordania, oltreché in varie zone della Siria. Il problema dei rifugiati siriani si originò a partire dal 2011, in occasione dello scoppio della guerra civile siriana.
I rifugiati cominciarono a essere già una dozzina di migliaia nel 2011, per salire poi a quasi tre quarti di milione nel 2012 e a un milione e mezzo nel 2013. Attualmente si stimano che vi siano circa 5,5 milioni di profughi dal paese levantino.
Il primo paese per numero di rifugiati è la Turchia, tuttavia una parte minoritaria ma comunque significativa di questi profughi ha come obiettivo l'Europa e i suoi paesi più avanzati economicamente. Ciò non ha potuto che aggravare la delicata crisi dei migranti. Nel settembre 2015 il Consiglio Giustizia e Affari interni dell'Unione europea ha votato per ridistribuire più di 100.000 migranti precedentemente concentrati in Grecia. Questa proposta è stata tuttavia stigmatizzata e rigettata dai paesi del Gruppo di Visegrád nonché dalla Romania, paesi con amministrazioni ostili a massicci flussi migratori in entrata. 
Sebbene la qualità della vita dei profughi che riesce a stabilizzarsi nei paesi che li accolgono sia generalmente migliore dei loro compatrioti in Siria, non di rado subiscono discriminazioni e, talvolta, violenze. Nel 2019 dopo il suicidio di un bimbo siriano in Turchia a causa delle continue vessazioni dei bulli per le sue origini la comunità siriana in tal paese ha protestato per evidenziare un razzismo anti-siriano più o meno diffuso tollerato dalle autorità locali.
Buona parte di loro sopravvive tramite aiuti forniti da organizzazioni internazionali quali la FAO, L'UNHCR, l'OCHA, il Programma alimentare mondiale, l'Organizzazione mondiale della sanità e altre agenzie nazionali nonché ONG.